# Main Event der World Series of Poker 2014
Das Main Event der World Series of Poker 2014 war das Hauptturnier der 45. Austragung der Poker-Weltmeisterschaft in Paradise am Las Vegas Strip.

## Turnierstruktur

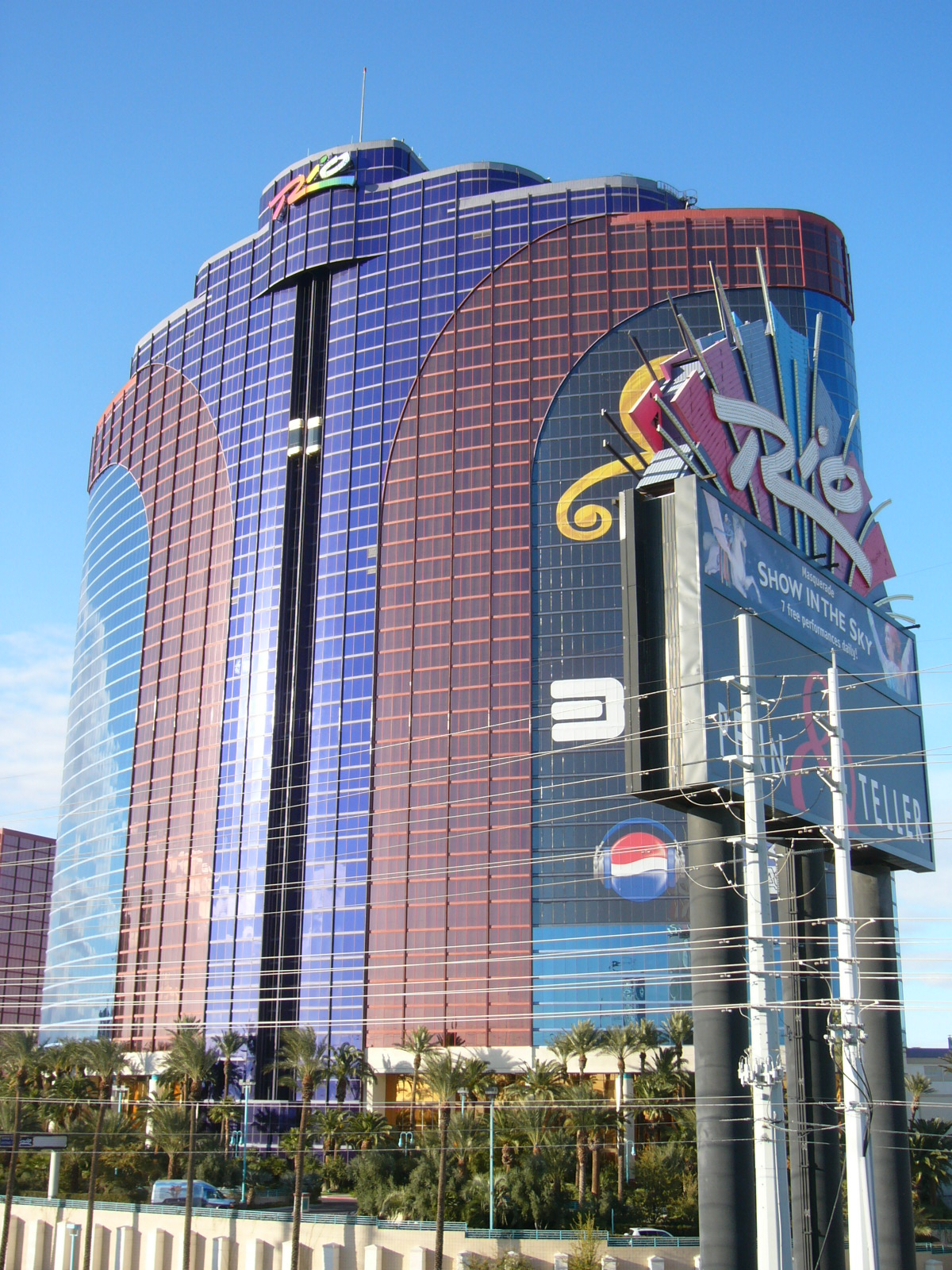
Das Rio All-Suite Hotel and Casino am Las Vegas Strip

Die Anmeldung des Hauptturniers der World Series of Poker in der Variante No Limit Hold’em war auf die drei Tage vom 5. bis 7. Juli 2014 verteilt. Anschließend wurde vorerst bis zum siebten Turniertag am 14. Juli gespielt, nach dem nur noch neun Spieler verblieben. Der Finaltisch wurde ab dem 10. November 2014 gespielt. Das gesamte Turnier wurde im Rio All-Suite Hotel and Casino in Paradise ausgetragen. Die insgesamt 6683 Teilnehmer mussten ein Buy-in von je 10.000 US-Dollar zahlen, für sie gab es 693 bezahlte Plätze. Ronnie Bardah schaffte es zum fünften Mal in Folge in die Geldränge und stellte damit einen neuen Rekord auf. Beste Frau war, wie schon im Jahr 2007, Maria Ho, die den 77. Platz für mehr als 85.000 US-Dollar Preisgeld belegte. Bei den American Poker Awards wurde das Event als Turnier des Jahres 2014 ausgezeichnet.

## Übertragung
Das Main Event wurde ab dem dritten Turniertag auf der Website der WSOP live gestreamt. Der US-amerikanische Fernsehsender ESPN sendete zudem Zusammenfassungen in insgesamt 14 Episoden, die von Norman Chad und Lon McEachern kommentiert sowie von Kara Scott moderiert wurden. Der Finaltisch wurde live und exklusiv bei ESPN übertragen.

## Deutschsprachige Teilnehmer

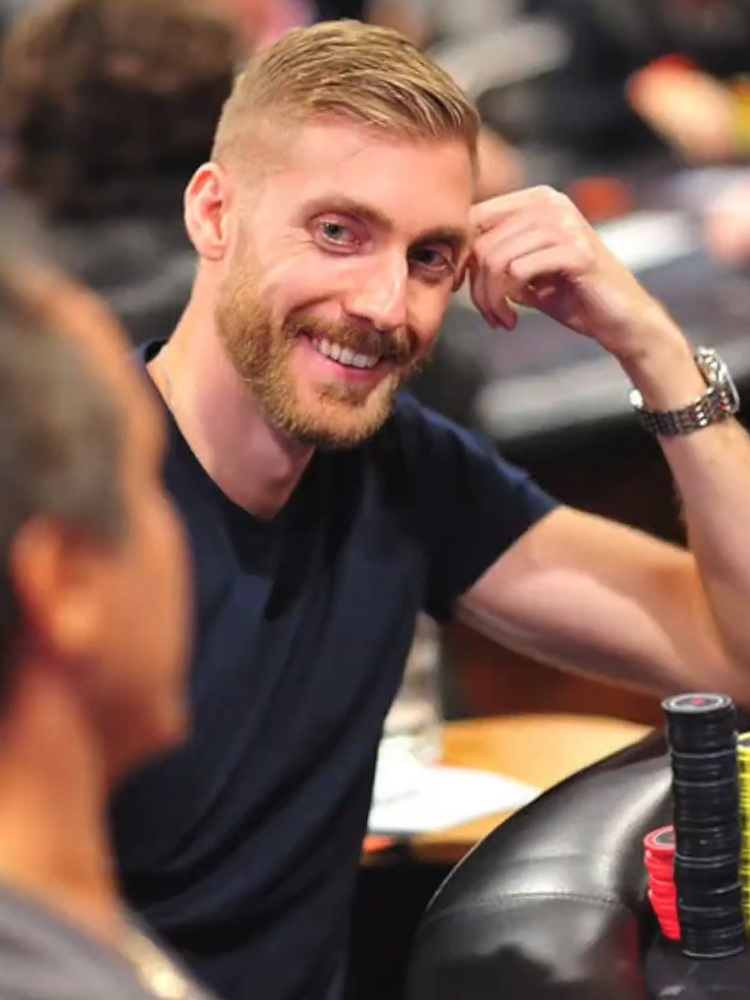
Manig Löser (107.)

Folgende deutschsprachige Teilnehmer konnten sich im Geld platzieren:
| Platz | Herkunft    | Spieler            | Preisgeld (in $) |
| ----- | ----------- | ------------------ | ---------------- |
| 011   | Osterreich  | Maximilian Senft   | 565.193          |
| 084   | Deutschland | Marius Pospiech    | 072.369          |
| 092   | Deutschland | Marc Tschirch      | 061.313          |
| 107   | Deutschland | Manig Löser        | 052.141          |
| 149   | Deutschland | Robert Schulz      | 052.141          |
| 189   | Osterreich  | Stefan Jedlicka    | 044.728          |
| 199   | Deutschland | Lasell King        | 044.728          |
| 212   | Deutschland | Fabian Deimann     | 044.728          |
| 213   | Deutschland | Pierre Mothes      | 044.728          |
| 314   | Deutschland | Ismael Bojang      | 033.734          |
| 362   | Deutschland | Maximilian Hornung | 029.400          |
| 410   | Deutschland | Andreas Jesse      | 029.400          |
| 523   | Osterreich  | Felix Kurmayr      | 022.678          |
| 550   | Deutschland | Aaron Bichler      | 020.228          |
| 571   | Osterreich  | Bodo Sbrzesny      | 020.228          |
| 585   | Osterreich  | Hannes Speiser     | 020.228          |
| 627   | Deutschland | Jacek Markowski    | 018.406          |
| 632   | Deutschland | Michael Kleinecke  | 018.406          |
| 656   | Deutschland | Jan Schwippert     | 018.406          |

## Finaltisch

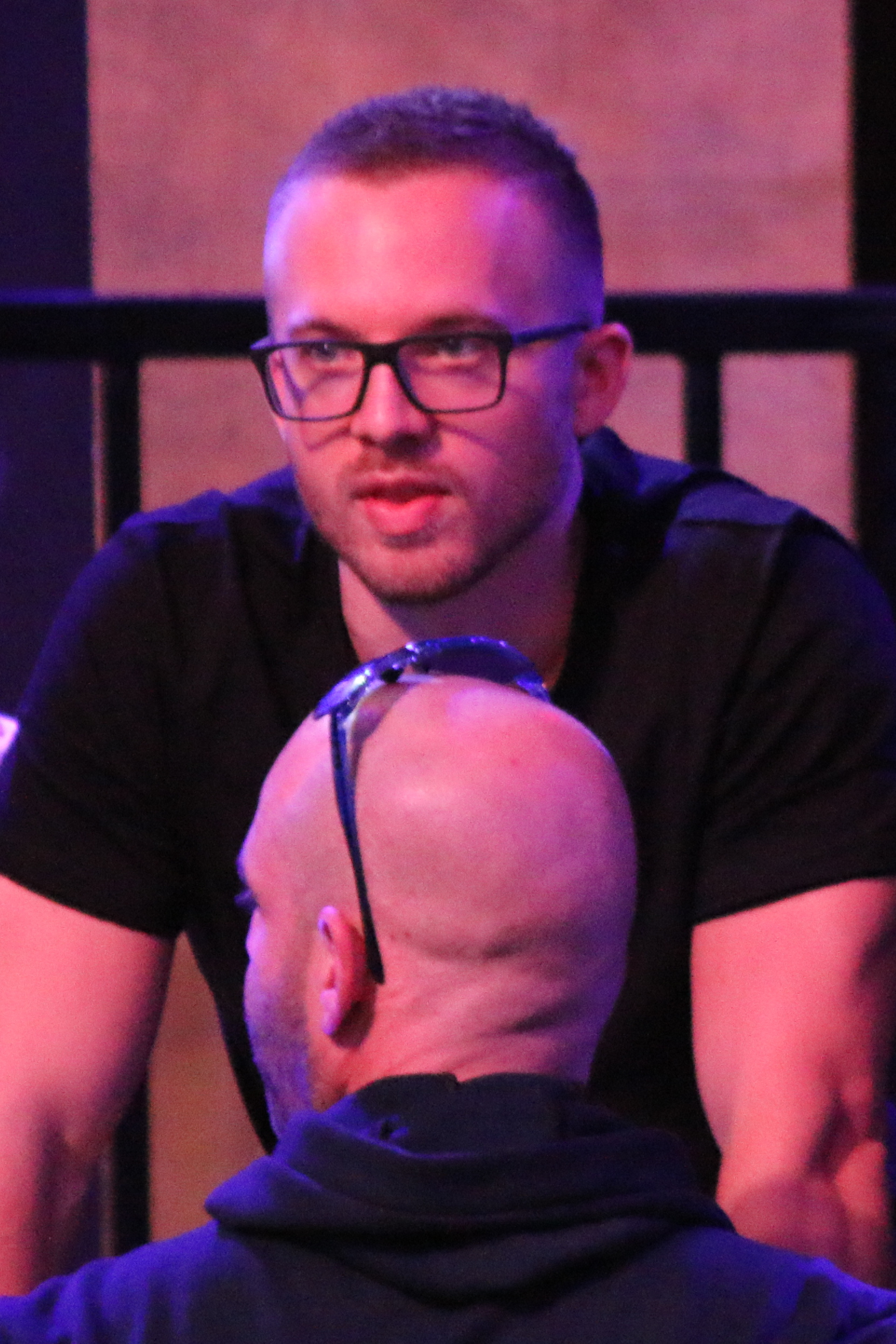
Martin Jacobson (2015)

Der Finaltisch begann am 10. November 2014. Mark Newhouse erreichte als erster Spieler seit Dan Harrington in den Jahren 2003 und 2004 zum zweiten Mal in Folge den Finaltisch und landete wie schon im Vorjahr auf dem neunten Platz. In der finalen Hand gewann Jacobson mit 10♥ 10♦ gegen Stephensen mit A♥ 9♥.
| Platz | Herkunft           | Spieler          | Alter * | Preisgeld (in $) |
| ----- | ------------------ | ---------------- | ------- | ---------------- |
| 1     | Schweden           | Martin Jacobson  | 27      | 10.000.000       |
| 2     | Norwegen           | Felix Stephensen | 23      | 05.147.911       |
| 3     | Niederlande        | Jorryt van Hoof  | 31      | 03.807.753       |
| 4     | Vereinigte Staaten | William Tonking  | 27      | 02.849.763       |
| 5     | Vereinigte Staaten | Billy Pappas     | 30      | 02.143.794       |
| 6     | Spanien            | Andoni Larrabe   | 22      | 01.622.471       |
| 7     | Vereinigte Staaten | Daniel Sindelar  | 30      | 01.236.084       |
| 8     | Brasilien          | Bruno Politano   | 31      | 00.947.172       |
| 9     | Vereinigte Staaten | Mark Newhouse    | 29      | 00.730.725       |